# C22 (Namibië)
De C22 is een secundaire weg in het oosten van Namibië. De weg loopt van Aranos via Aminius, Gobabis, Otjinene en Okakarara naar de B1 ten zuiden van Otjiwarongo. In Gobabis sluit de weg aan op de B6 naar Windhoek en Gaborone.
De C22 is 704 kilometer lang en loopt door de regio's Hardap, Omaheke en Otjozondjupa.